# Фуэнтес, Луис
Луис Альберто Фуэнтес Родригес (исп. Luis Alberto Fuentes Rodríguez; родился 14 августа 1971, Петорка, Чили) — чилийский футболист, защитник, известный по выступлениям за клубы «Кокимбо Унидо», «Кобрелоа» и сборную Чили.

## Клубная карьера
Фуэнтес начал профессиональную карьеру в клубе «Кокимбо Унидо». В 1993 году он дебютировал за основной состав в чилийской Примере. Луис довольно быстро завоевал место в основе и защищал цвета клуба на протяжении пяти сезонов. В 1998 году Фуэнтес перешёл в «Кобрелоа». В 2003 году он помог клубу дважды выиграть чемпионат, а спустя год стал трёхкратным чемпионом Чили и был признан футболистом года в стране. В 2005 году Луис был выбран капитаном команды и был им на протяжении трёх сезонов. В составе «Кобрелоа» он провёл более 300 матчей.
В 2009 году Фуэнтес на сезон вернулся в «Кокимбо Унидо», но уже по окончании сезона присоединился к «Депортес Икике». 31 января 2010 года в матче против «Сан-Маркос де Арика» он дебютировал за новую команду в Примере B. 28 марта в поединке против «Сан-Маркос де Арика» Луис забил свой первый гол за «Депортес Икике». По итогам сезона он помог клубу выйти в элиту, а также завоевать Кубок Чили. В 2012 году Фуэнтес вернулся в «Кокимбо Унидо», где спустя два года завершил карьеру. 

## Международная карьера
В 1998 году в товарищеском матче против сборной Англии Фуэнтес дебютировал за сборную Чили. В 2001 году Луис принял участие в розыгрыше Кубка Америки. На турнире он сыграл в матчах против сборных Эквадора, Венесуэлы и Мексики.
В 2004 году Фуэнтес во второй раз попал в заявку сборной на Кубок Америки. На турнире он сыграл в матчах против команд сборной Бразилии, Парагвая и Коста-Рики.

## Достижения
Командные
 «Кобрелоа»
- Чемпионат Чили по футболу — Апертура 2003
- Чемпионат Чили по футболу — Клаусура 2003
- Чемпионат Чили по футболу — Клаусура 2004

 «Депортес Икике»
- Обладатель Кубка Чили — 2010

Индивидуальные
- Футболист года в Чили — 2004